# Calthropella recondita
Calthropella recondita är en svampdjursart som beskrevs av Gustavo Pulitzer-Finali 1972. Calthropella recondita ingår i släktet Calthropella och familjen Calthropellidae. Inga underarter finns listade i Catalogue of Life.